# Hôtel de Marigny
L'hôtel de Marigny è un hôtel particulier del XIX secolo situato in Avenue de Marigny nell'VIII arrondissement di Parigi, vicino al Palazzo dell'Eliseo sede del presidente francese.

## Storia
Il palazzo fu costruito nel 1873 dall'architetto Alfred-Philibert Aldrophe e decorato da Albert Claude Philippe Cruchet figlio di Michel-Victor Cruchet per il barone Gustave de Rothschild.
Di proprietà dello Stato dalla sua acquisizione, nel 1972 dalla famiglia Rothschild (sotto la presidenza di Georges Pompidou), l'Hôtel de Marigny da allora è utilizzato come residenza per gli ospiti stranieri del Presidente della Repubblica che soggiornavano presso il Grand Trianon, dal 1959, dopo che il generale de Gaulle trasformò in uffici gli appartamenti di accoglienza al primo piano dell'Eliseo.
Nel dicembre 2007, durante la visita diplomatica del capo dello stato libico Muʿammar Gheddafi, che venne a firmare 10 miliardi di euro in contratti con la Francia, questi fece installare la sua tenda nel parco dell'albergo dove risiedeva, provocando una polemica.
Questo edificio è stato classificato come monumento storico dal 2 agosto 1992.